# Mississippi John Hurt
Mississippi John Hurt (3. července 1893 Teoc, Mississippi, USA – 2. listopadu 1966 Grenada, Mississippi, USA) byl americký bluesový kytarista, zpěvák a farmář. Wizz Jones nahrál skladbu „Mississippi John“ na svém albu Magical Flight z roku 1977. V roce 1988 byl uveden do Blues Hall of Fame.